# Seznam avstrijskih pevcev resne glasbe
Seznam avstrijskih pevcev resne glasbe.

## A
- Graciela Araya, mezzosopran

## B
- Walter Berry, basbariton
- Christian Boesch, bariton

## C
- Maria Cebotari, sopran (romunskega rodu)

## D
- Elfi von Dassanowsky, sopran
- Anton Dermota, tenor

## E
- Otto Edelmann, bas
- Kurt Equiluz, tenor
- Adrian Eröd, bariton

## F
- Mella Fiora (Melanie Smreker, 1868-1955)

## G
- Franz Xaver Gerl, bas
- Anna Gottlieb, sopran
- Hilde Güden, sopran
- Eugen Gura
- Franz Gürtelschmied, tenor

## H
- Johann Evangelist Hansel, tenor

## J
- Gundula Janowitz, sopran
- Maria Jeritza (Jedlička)

## K
- Angelika Kirchschlager, mezzosopran
- Waldemar Kmentt, tenor
- Hilde Konetzni, sopran
- Erich Kunz, basbariton
- Selma Kurz, sopran

## L
- Lili Lejo (Cecilia Zilly Breyer/Breier; por. von Spillmann), sopran (hrv. rodu)
- Eva Lind, sopran

## P
- Rosa Papier, mezzosopran
- Maria Theresa von Paradis
- Julius Patzak, tenor
- Brigitte Pinter, sopran
- Alfred Poell, bariton
- Lucia Popp, sopran

## R
- Kurt Rydl, bas
- Leonie Rysanek, sopran

## S
- Emil Scaria, basbariton
- Joseph Schmidt, tenor
- Gretl Schörg, sopran
- Regina Schörg, sopran
- Friedrich Schorr, basbariton
- Bertha Schwarz, sopran
- Leo Slezak, tenor

## T
- Richard Tauber, tenor

## V
- Johann Michael Vogl, bariton

## W
- Eberhard Wächter, bariton
- Bernd Weikl, bariton
- Ljuba Welitsch, sopran

## Z
- Heinz Zednik